# Sex Bomb
«Sex Bomb» (с англ. — «Секс-бомба») — песня британского певца Тома Джонса. Стала вторым большим хитом с его альбома 1999 года Reload.

## История
Песню написали Мусс Т. (немецкий ремиксер) и Эррол Ренналлс (с немецкого лейбла звукозаписи Perpermint Jam Productions) специально для Тома Джонса.

## Приём публики
В номере «Билборда» от 8 апреля 2000 года журнал сообщал, что сингл «Sex Bomb» уже десять недель находится в немецких чартах и всё ещё в первой десятке и уже продался в 250 тысячах экземпляров.